# Jarosław Gajczuk-Zawadzki
Jarosław Gajczuk-Zawadzki – polski gitarzysta, współzałożyciel bydgoskiego zespołu heavymetalowego Chainsaw.

## Instrumentarium
- gitary : Ibanez RGT 2020 SOL; Ibanez RG 2620QM SP, Witkowski; Cort (elektroakustyk)
- wzmacniacz : Peavey 5150 Head
- kolumna : Laboga 4x12 Vintage30 Celestion"
- efekty : 
  - BOSS DD-5 Digital Delay
  - BOSS CE-5 Chorus Ensemble
  - BOSS GE-7 Equalizer
  - KORG DT-10 Tuner
  - BEHRINGER Noise Reducer NR100
  - LINE 6 Pod 2.0 (do użytku domowego)
- struny : Ernie Ball

## Dyskografia
Chainsaw
- 1997 First Steps (demo)
- 1997 Second Steps (demo)
- 1998 Frogs (demo)
- 2000 Chainsaw (demo)
- 2002 Electric Wizards
- 2005 The Journey into the Heart of Darkness
- 2006 A Sin Act
- 2009 Evilution